# Sennevoy-le-Haut
 Sennevoy-le-Haut  es una comuna y población de Francia, en la región de Borgoña, departamento de Yonne, en el distrito de Avallon y cantón de Cruzy-le-Châtel.
Su población en el censo de 1999 era de 78 habitantes.
Está integrada en la Communauté de communes du Tonnerrois.

## Demografía
| 136 | 125 | 100 | 101 | 86 | 78 |
| Para los censos de 1962 a 1999 la población legal corresponde a la población sin duplicidades (Fuente: INSEE [Consultar]) |     |     |     |    |    |